# Vîhivka (Burștîn), Ivano-Frankivsk
Vîhivka (în ucraineană Вигівка) este un sat în orașul regional Burștîn din regiunea Ivano-Frankivsk, Ucraina.

## Demografie
Componența lingvistică a localității Vîhivka
     Ucraineană (99,75%)
     Alte limbi (0,25%)
Conform recensământului din 2001, majoritatea populației localității Vîhivka era vorbitoare de ucraineană (99,75%), existând în minoritate și vorbitori de alte limbi.